# Ихтамнет
Ихтамнет (от голофразиса рус. «их там нет») — русскоязычный интернет-мем и неологизм, отражающий постоянное отрицание Россией своего военного присутствия в гибридных войнах в той или иной стране, прежде всего, — на территории Украины, начиная с 2014 года и до полномасштабного вторжения 24 февраля 2022 года (аннексия Крыма и боевые действия в Донбассе как части необъявленной российско-украинской войны).
Не только в украинских, но и в российских СМИ термин приобрёл популярность и стал общим названием кадровых российских военных без знаков различия, принимающих участие в боевых действиях за рубежом.
Мем кратко отражает официальную позицию России. В общем случае служит характеристикой использования нападающей стороной косвенных методов воздействия с избеганием обычного прямого вмешательства в боевые действия и с сохранением возможности правдоподобного отрицания вовлечённости в конфликт.

## Возникновение
Мем появился после ответа президента Владимира Путина 4 марта 2014 года на пресс-конференции на вопрос о принадлежности сил, осуществлявших военную операцию на территории Крыма, где он заявил, что российских солдат там нет.
15 ноября 2014 года Путин аналогичным образом ответил на призыв премьер-министра Канады Стивена Харпера вывести войска с Украины. Пресс-секретарь президента Дмитрий Песков заявил: «президент ответил, что, к сожалению, это невозможно сделать, потому что нас там нет».
16 апреля 2015 года в ходе «прямой линии» Владимир Путин, отвечая на вопрос Ирины Хакамады об участии российских войск в вооружённом конфликте в Донбассе, вновь официально заявил: «Вопрос, есть или нет наши войска на Украине — говорю вам прямо и определённо: российских войск на Украине нет».

## Лингвистические характеристики
Голофразис «ихтамнет» образован слиянием трёх разных частей речи (местоимения, наречия и частицы). Был субстантивирован в форме множественного числа («ихтамнеты») и приобрёл признаки существительного — число и склоняемость.
Объектом исследования голофразисные словообразования стали на волне событий 2014 года, происходящих на юго-востоке Украины. Они изменили картину мира сторон — участниц данного конфликта, привели к новой интерпретации действительности, объективируемой в языке при помощи лексических инноваций, большая часть которых, по мнению филолога Фу Цзин, исследовавшего их на материале вооружённого конфликта в Донбассе, подпадает под определение «языка ненависти».
В словаре из серии «Новое в русской лексике», основанном на материалах СМИ и интернета, появившихся в 2015 году, указано образование слова от хештега #ихтамнет с пояснением:

…об официальной позиции России, отрицающей присутствие своих военнослужащих в зоне вооружённого конфликта на востоке Украины в 2014 г.— Новое в русской лексике. Словарные материалы — 2015. С. 51
В 2018 году МИД РФ запустило флешмоб «против неонацизма в Украине», используя тот же самый хештег #ихтамнет:

Давайте поможем киевскому режиму взглянуть правде в глаза и начнём отмечать хэштегом #ИхТамНет свидетельства проявления ксенофобии и неонацизма на Украине.— Официальная страница пресс-службы МИД РФ в Facebook
В СМИ Украины инициатива МИД РФ была воспринята резко негативно:

…мем «ИхТамНет» придумали украинцы. Его первоначальное значение — ирония над заявлениями представителей российской власти, отчаянно отрицающих участие российских военнослужащих, оружия и военной техники в конфликте на Донбассе.— Судебно-юридическая газета, 16 ноября 2018
Ввиду широкой распространённости в русском сетевом пространстве таких голофрастических конструкций, как ихтамнет, крымнаш, мышебратья и адиннарот, онижедети и онажемать, дедывоевали и можемповторить, эти слова утвердились и превратились в интернет-мемы, суть которых заключается в том, что «ни одна из этих лексических единиц не требует контекста, поскольку уже ассоциируется с тем или иным политическим событием или явлением и обладает конкретной экспрессивной окраской». В свою очередь, наполнение контекста привязано к частоте их устного употребления и письменного использования посредством системы хештегов в среде пользователей социальных сетей, что при ироничном подтексте становится «мощным инструментом политической борьбы, поскольку единицы языка, сформированные с помощью голофразиса, обладают не только номинативной, но и яркой экспрессивной функцией».

## Обобщение
Использование неологизма расширилось и за счёт современного описания негласного наёмничества времён СССР, придающего хлёсткость публицистическому жанру: «„Ихтамнеты“ Советского Союза», и за счёт описания использования Финляндией вооружённых отрядов добровольцев вместо регулярных соединений: «„Военторг“ из Финляндии. Как финские „ихтамнеты“ воевали против России». Также приводилась как пример Корейская война, в которой участвовали военные СССР, однако Советский Союз это отрицал. В связи с этим появилась шутка: «Сбит корейский лётчик Ли Си Цын», где в имени сбитого лётчика три слова складываются в фамилию советского лётчика «Лисицын». Мем стал употребляться и по отношению к реалиям других регионов мира, в связи с чем проник в английский язык (ihtamnet).

## Оценки
Журналист и филолог Ксения Туркова отмечает живучесть неологизма «ихтамнет», его эмоциональную окраску и перспективы использования:

«Ихтамнет», мне кажется, совсем не издевательское, а очень грустное слово. В нём слышится ненужность, брошенность и забвение. Но уйдёт оно из сетевого словаря лишь тогда, когда жизнь каждого станет для государства по-настоящему ценной.— «Токсичный рыбкагейт и ихтамнет-2». «Сноб».